# Hans Brosamer

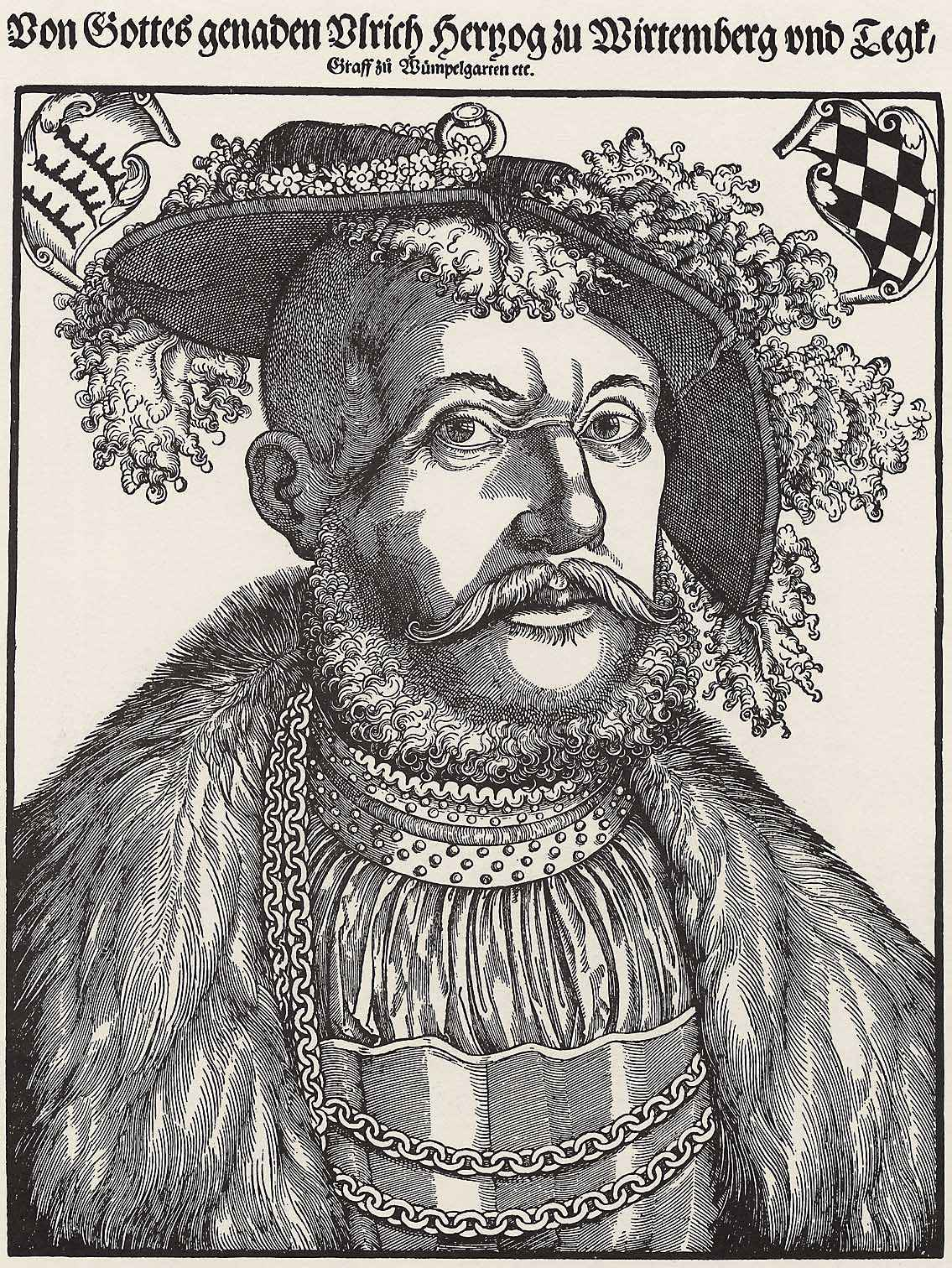
Porträt des Herzogs Ulrich von Württemberg (um 1545)

Hans Brosamer (* 1495 in Fulda; † 1554 in Erfurt) war ein deutscher Maler, Kupferstecher, Formschneider und Zeichner.
Hans Brosamer hielt sich von 1519 bis 1529 in Nürnberg auf, wo Porträts Nürnberger Bürger entstanden. Um 1536 bis 1550 am fürstlichen Hof in Fulda, später in Erfurt ansässig.
Er gehört zur Schule von Lucas Cranach dem Älteren, ist jedoch auch von Albrecht Dürer beeinflusst. Von Brosamer sind zahlreiche Kupferstiche und Holzschnitte bekannt, die in vielen Druckwerken der damaligen Zeit erschienen sind. Zu erwähnen ist hierzu Luther’s Wittenberg Bibel von 1550. Er gab auch ein Kunstbüchlein in Holzschnitt heraus, welches Vorlagen für Goldschmiede enthält. Gemälde von Brosamer sind selten. Er signierte meist mit dem Monogramm „HB“.

## Gemälde
Bildnis des Hans Durr, signiert mit dem Monogr. „HB“ und datiert 1521 sowie Bildnis Sebolt Schwartz signiert und datiert 1523. Beide Gemälde befanden sich ehemals in der Sammlung des deutschen Kaiserhauses. Sie waren Hochzeitsgeschenke des Kaisers an den 1. Fürsten zu Eulenburg-Hertefeld.
Weitere gesicherte Werke von Brosamer sind die Bildnisse Hans Pirkel d. J. von 1520, Jochum Wirman von 1521, Andreas Imhoff, Johannes von Otthera von 1536 und Bildnis eines jungen Mannes.

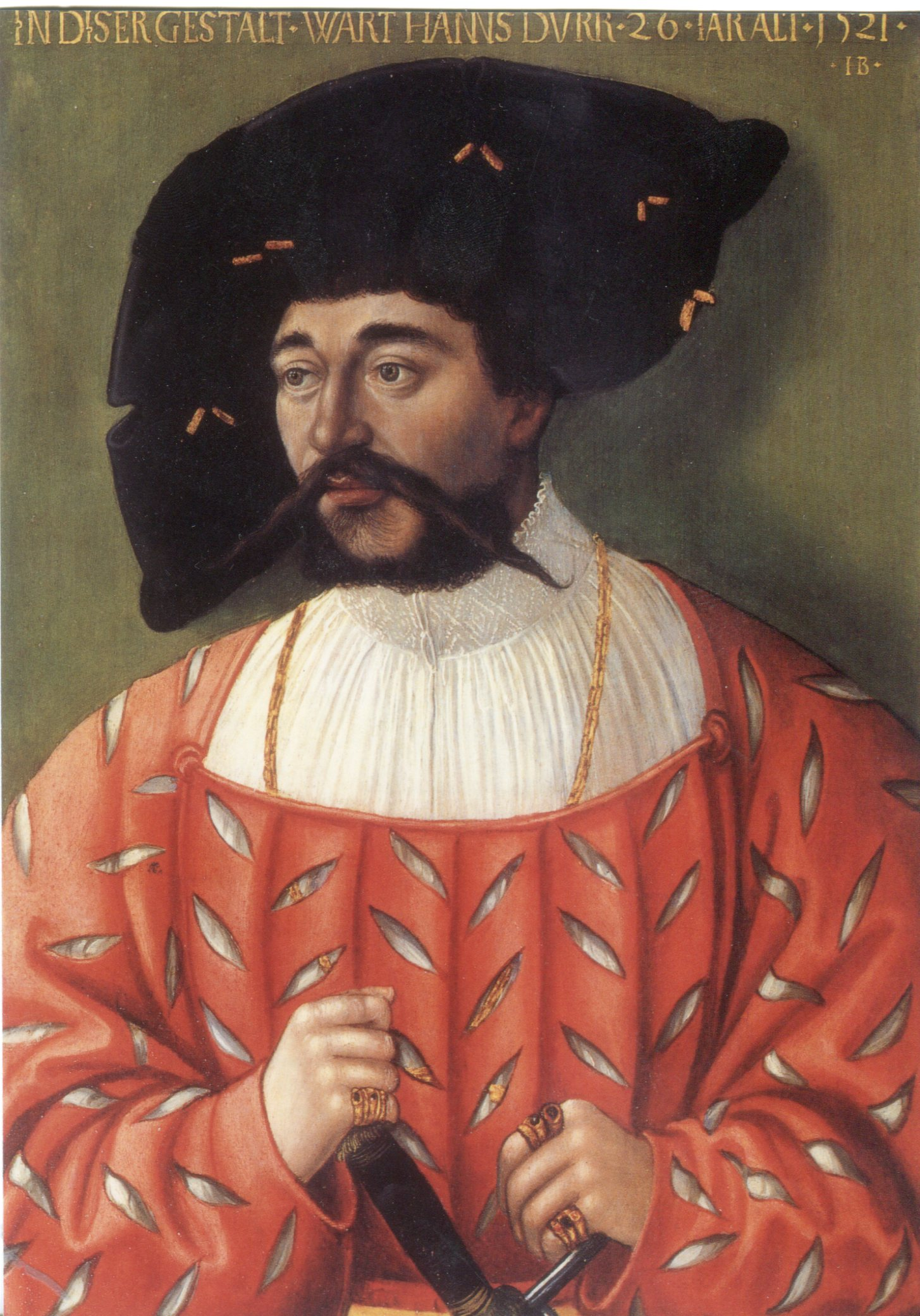
Bildnis Hans Durr 1521

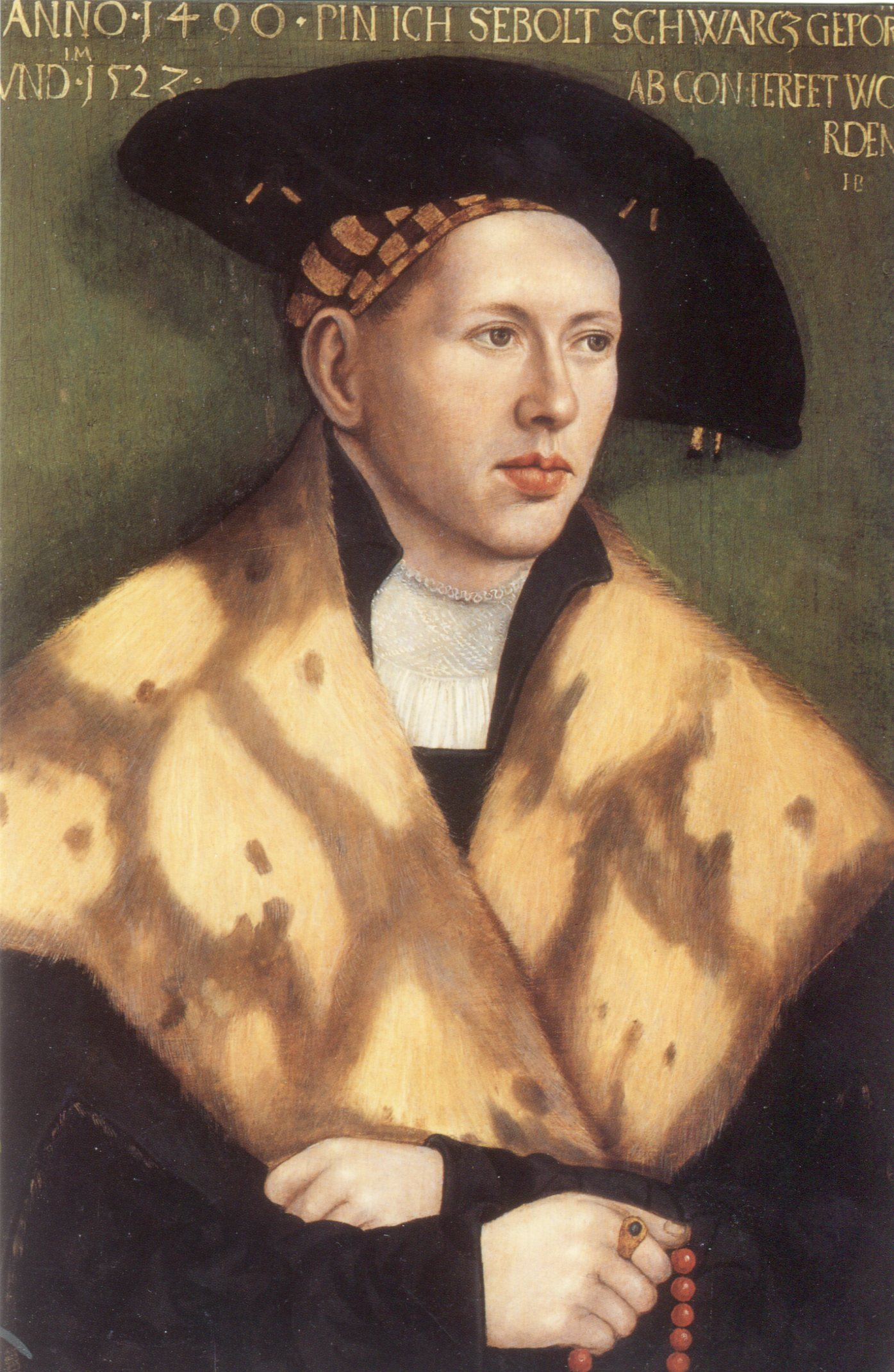
Bildnis Sebolt Schwartz 1523